# WCMX (Rollstuhlsport)

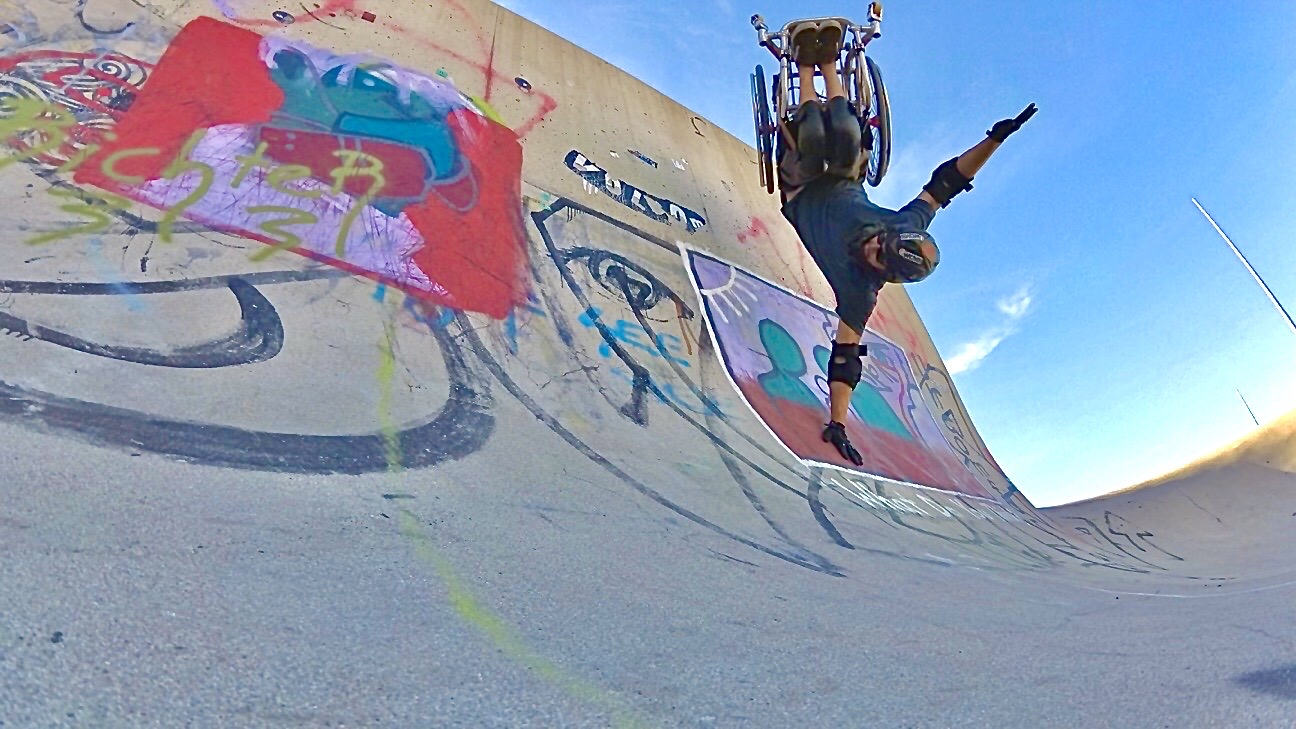
Rollstuhlskater David Lebuser bei einem Handplant

WCMX ist ein Rollstuhlsport, bei dem im Skatepark-Tricks gemacht werden, wie Skateboarding oder BMX, meistens in einem Skatepark. Erfunden wurde der Sport von Aaron Fotheringham. In Deutschland war David Lebuser der erste, der diesen Sport bekannt machte.

## Überblick

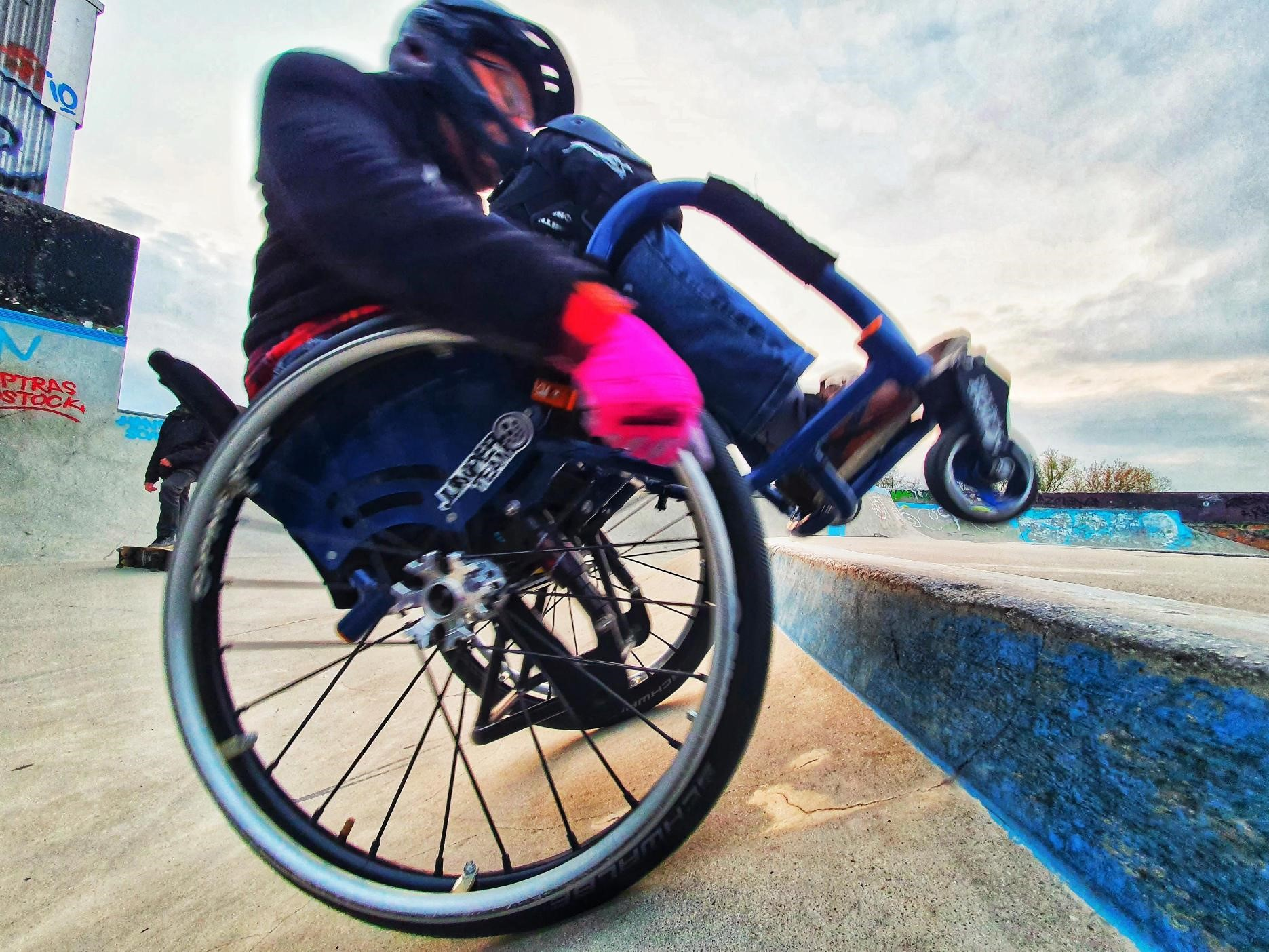
Ein Skaterollstuhl. Er besitzt keinen Sturz und eine Federung vorne und hinten. Außerdem befindet sich hinten eine Grindbar.

Der Sport hat eine eigene Szene, eigene Wettbewerbe und spezielle Rollstühle.

## Entstehung
Die Bezeichnung WCMX heißt Wheelchair Motocross, angelehnt an BMX (Bicycle Motocross), und wurde so von Aaron Fotheringham benannt. Fotheringham landete u. a. den ersten Backflip in einem Rollstuhl.

## Weiterführende Links
- 2018 WCMX World Championship Rules